# Die Hebamme (2014)
Die Hebamme ist ein deutsch-österreichisch-tschechischer Fernsehfilm aus dem Jahr 2014 nach einer Romanvorlage von Kerstin Cantz. Er wurde am 25. März 2014 als FilmFilm auf Sat.1 und zudem am selben Tag auf ORFeins ausgestrahlt. In dem um 1799 in Deutschland spielenden Historien- und Abenteuerfilm spielt Josefine Preuß die Titelrolle der Hebamme Gesa Langwasser.

## Handlung
Gesa Langwasser begibt sich im Jahr 1799 nach Marburg, um dort von Elgin Gottschalk zur Hebamme ausgebildet zu werden. Ihre alleinerziehende Mutter, ebenfalls Hebamme, hatte sie auf dem Sterbebett dorthin geschickt. Elgin lehnt es ab, sie auszubilden und schickt sie stattdessen ins städtische Gebärhaus.
Dort lernt sie den Anatomen Clemens Heuser kennen. Er kauft vom Landstreicher Konrad Leichen von vermeintlichen Selbstmördern für seine Forschungen. Dies ist möglich, da die Selbstmörder mit ihrer Tat das Recht auf ein kirchliches Begräbnis verwirkt haben. Als Gesas Freundin Lotte beinahe von einem maskierten Mann erdrosselt wird, erkennen die Bürger der Stadt, dass es sich in Wahrheit um eine Mordserie handelt. Konrad wird aufgrund erdrückender Beweise verhaftet und soll hingerichtet werden, er kann jedoch fliehen.
Elgin beendet ihre Beziehung zum verlobten Pharmazeuten Lambert, der daraufhin Selbstmord begeht. Sie erwartet ein Kind von ihm und entscheidet sich im letzten Moment gegen eine Abtreibung. Sie ruft Gesa zu sich und bittet sie, ihre Hebamme zu werden. Gleichzeitig erzählt ihr Elgin, dass ihr Vater sie nach dem Tod ihrer Mutter allein aufgezogen habe, bis er sich in Elgins beste Freundin verliebt hatte. Diese beste Freundin sei Gesas Mutter gewesen. Elgin habe von ihrem Vater verlangt, Gesas Mutter und ihre Tochter nie wiederzusehen. Gesa ist verärgert, gibt Elgin eine Ohrfeige und geht nach Hause.
Bei einem Streit zwischen Gesa und ihrem Verlobten Clemens geht es darum, dass er alle Entscheidungen für das Paar trifft. Wegen seines Standes durfte sie zwar ihre Abschlussprüfung absolvieren, danach jedoch nicht arbeiten. Sie erzählt ihm, dass sie Elgin nicht hätte schlagen dürfen, dass sie sie kennenlernen und mit ihr eine Familie haben möchte. Clemens entgegnet, dass er Gesas Familie sei und geht in sein Institut.
Am Abend nach dem Streit besucht Gesa erneut Elgin, die jedoch nicht zu Hause ist. Sie kniet stattdessen vor dem Grab ihres Geliebten Lambert (bei ihm wurde Schwermut als Todesursache angegeben, daher konnte er bestattet werden). Als der Mörder sich auf sie stürzt, kommt ihr Gesa zur Hilfe und sticht ihn nieder. Sie hatte Elgin anhand von Lamberts Liebesbriefen gefunden, die auf Elgins Tisch ausgebreitet lagen. Während sich der verletzte Mörder am Boden windet, sehen sie den Landstreicher Konrad, der sich ihnen nähert. Zuerst vermuten die beiden Frauen, dass die Mörder zu zweit sind. Konrad entgegnet jedoch, dass er dem Mörder gefolgt sei. Als dieser flüchten will, stürzt sich Konrad auf ihn. Gesa demaskiert ihn und stellt fest, dass es Clemens ist.
Gesa erklärt aus dem Off, dass er im Dienste der Wissenschaft gemordet hatte, um neues „Material“ für die Forschung zu beschaffen. Für Gesa wollte er aufhören. Nachdem er gehört hatte, wie Lotte ihn als Leichenschänder bezeichnete, hatte ihn sein Stolz gezwungen, sie zu töten. Nachdem dies misslungen war, hatte er Spuren gelegt, die zum Landstreicher Konrad als Sündenbock führten.
Gesa lebt inzwischen bei Elgin, die das Kind zur Welt bringt. Ihr Traum ist wahr geworden, sie ist eine Hebamme.

## Rezeption

### Einschaltquoten
Die Erstausstrahlung von Die Hebamme am 25. Februar 2014 wurde in Deutschland insgesamt von 5,36 Millionen Zuschauer(inne)n verfolgt und erreichte einen Marktanteil von 17,5 %; in der Gruppe der 14- bis 49-jährigen Zuschauer(innen) konnten 2,64 Millionen und ein Marktanteil von 22,8 % erreicht werden.

### Kritiken
In der Internet Movie Database erhielt der Film sechs von zehn Sternen.
Christina Rietz von der Zeit bezeichnete Gesa als „eine etwas naive, eindimensionale Protagonistin“. Sie schreibt, dass Sat 1 mit dem Film das Genre des „Gebärporno“  erfunden habe und sie „so viel Blut gesehen [habe] wie in drei Staffeln The Walking Dead nicht“. Die Zuschauer würden bei diesem Film Geburten sehen wollen und ihn nicht wegen des Serienmörders oder der Liebesgeschichte einschalten.

„Die zwischen den einschlägigen Szenen eingestreute Handlung treibt die Spannung – die einem selber peinlich ist! – jedes Mal wieder nach oben. So kommt auch keiner auf die Idee, zu Report Mainz oder Ähnlichem umzuschalten.“

Focus-Redakteur Joachim Hirzel erwähnte ebenfalls die „gerne sehr blutigen Niederkünfte“ und störte sich an der Geschlechterverteilung der Rollen:

„Selten hat ein Film die Welt so plump entlang der Geschlechter gegliedert, in gut und böse, in weiß und schwarz. Gut zu sein – das ist den Damen vorbehalten. Die Herren sind, praktisch durchweg, Schurken. Auf die eine oder andere Weise.“

Die Deutsche Presse-Agentur kritisierte, dass der Film sich für kein Genre entscheide und er näher an der Romanvorlage hätte sein dürfen. Die Leistung der Schauspieler wurde jedoch gelobt, Axel Milberg und Josefine Preuß wurden explizit hervorgehoben.

### Auszeichnungen
Für ihre Leistung in der Hauptrolle der Gesa Langwasser erhielt Josefine Preuß den Bambi als „Beste Schauspielerin national“.
Für ihre Darstellung der Lotte Seiler gewann Alicia von Rittberg 2014 den New Faces Award als „Beste Nachwuchsschauspielerin“.

## Hintergrund
Der Film wurde größtenteils in den Räumen einer ehemaligen Brauerei in Prag gedreht.
Auch die Fortsetzung  Die Hebamme II wurde in Prag gedreht, in der leerstehenden Kopie des Wiener Allgemeinen Krankenhauses. Der Film, in dem wieder Josefine Preuß die Hauptrolle spielt, wurde am 16. Februar 2016 erstausgestrahlt. Im Anschluss daran zeigte Sat. 1 die von Preuß präsentierte Dokumentation Justine – die wahre Hebamme, die sich mit dem Leben der Hebamme Justine Siegemundin beschäftigt.